# 張廷綱
張廷綱（1438年—？），字朝振，應天府江寧縣人，直隸永平衛軍籍。明朝官员。進士出身。

## 生平
順天鄉試第三十五名。成化八年（1472年）壬辰科會試第四十一名，殿試登進士第三甲第一百零九名。官行人司行人。正德十一年（1475年），任副使出使安南。

## 家族
曾祖父張仲德。祖父張傑。父亲張徵。